# Michael Bächle
Michael A. Bächle (* 1964) ist ein deutscher Wirtschaftsinformatiker und ständiger Diakon.

## Leben
Bächle studierte Betriebswirtschaftslehre mit Schwerpunkt Wirtschaftsinformatik an den Universitäten in Passau und Tübingen und war nach dem Studium als Softwareentwickler für die Firma Integrata tätig. Zugleich promovierte er am Lehrstuhl für Wirtschaftsinformatik der Eberhard-Karls-Universität Tübingen bei Bernd Jahnke. Nach der Promotion arbeitete er als Projektleiter bei IBM.
Im Jahr 2000 wurde er als Professor an die Berufsakademie Ravensburg (heute DHBW Ravensburg) berufen. Von 2000 bis 2016 hatte Bächle dort die Leitung des Studienganges Wirtschaftsinformatik inne. Seine Arbeitsschwerpunkte sind Requirements Engineering, Systemanalyse, Wissensmanagement, Social Software und Active Assisted Living.
Am 27. Mai 2023 wurde er von Bischof Gebhard Fürst im Zwiefalter Münster zum ständigen Diakon für das Bistum Rottenburg-Stuttgart geweiht.

## Auszeichnungen
- 1991: Preisträger IHK Mittlerer Neckar
- 1996: Preisträger IHK Stuttgart
- 2005: Landeslehrpreis Baden-Württemberg[5]

## Veröffentlichungen (Auswahl)
- Michael A. Bächle, Stephan Daurer, Arthur Kolb: Einführung in die Wirtschaftsinformatik: Ein fallstudienbasiertes Lehrbuch. 5., aktualisierte und erweiterte Auflage, De Gruyter Oldenbourg, Berlin/Boston, 2021, ISBN 978-3-11-072225-3
- Michael A. Bächle: Wissensmanagement mit Social Media : Grundlagen und Anwendungen. De Gruyter Oldenbourg, Berlin/Boston, 2016, ISBN 978-3-11-043978-6
- Tobias Mettler, Stephan Daurer, Michael A. Bächle, Andreas Judt: Do‐It‐Yourself as a Means for Making Assistive Technology Accessible to Elderly People: Evidence from the iCare Project. In: Information Systems Journal, Jg. 33, Heft 1, 2023, S. 56–75
- Michael A. Bächle, Stephan Daurer, Andreas Judt, Tobias Mettler: Assistive Technology for Independent Living with Dementia: Stylized Facts and Research Gaps. In: Health Policy and Technology, Jg. 7, Heft 1, 2018, doi:10.1016/j.hlpt.2017.12.002, S. 98–111
- Michael A. Bächle: Social Software. In: Informatik-Spektrum, Jg. 29, Heft 2, 2006, S. 121–124
- Michael A. Bächle: Ökonomische Perspektiven des Web 2.0–Open Innovation, Social Commerce und Enterprise 2.0. In: Wirtschaftsinformatik, Jg. 50, 2008, S. 129–132
- Bernd Jahnke, Michael A. Bächle, Monika Simoneit: Modelling sales processes as preparation for ISO 9001 certification. In: International Journal of Quality & Reliability Management, Jg. 12, Heft 9, 1995, S. 76–99